# 曹志强 (1975年)
曹志强（1975年7月—），湖南双峰人，汉族，中国共产党党员。中华人民共和国政治人物、第十三届全国人民代表大会湖南地区代表。现任湖南省人民政府副省长。

## 生平
2015年2月，任湖南华菱湘潭钢铁有限公司总经理。2018年1月，任湖南华菱钢铁集团董事长。
2018年2月，当选为第十三届全国人大代表。
2021年11月，任中共常德市委书记。
2024年2月，升任湖南省人民政府副省长，负责科技、工业和信息化、商务等工作。同年4月，不再兼任常德市委书记。